# 대왕코너 화재
대왕코너 화재 사고(大旺Corner火災事故)는 1974년 11월 3일 새벽 02시 40분경 대한민국 서울특별시 동대문구 전농동 620-69번지(현 왕산로 200, 롯데백화점 자리)에 있던 복합상가 대왕코너에서 발생한 인명 피해 화재 사고이다. 불은 6층 브라운 호텔 618호 앞 조명에서 시작되어 삽시간에 6층에서 7층으로 번졌고, 88명이 화재로 사망하였다. 희생자의 대다수는 6층 나이트클럽에 있던 젊은 손님들이었다. 이는 1971년 대연각호텔 화재 사고 이후 최악의 인재였다. 그리고 종업원들이 화재 상황에도 돈을 지불하지 않으면 내보낼 수 없다며 사람들을 나가지 못하게 문을 걸어잠구는 범죄를 저지르는 바람에 피해가 더 커졌다.